# Vignoux-sous-les-Aix
Vignoux-sous-les-Aix là một xã thuộc tỉnh Cher trong vùng Centre-Val de Loire miền trung Pháp.

## Dân số
| 1962                                | 1968 | 1975 | 1982 | 1990 | 1999 | 2008 |
| ----------------------------------- | ---- | ---- | ---- | ---- | ---- | ---- |
| 320                                 | 255  | 286  | 418  | 624  | 657  | 674  |
| Từ năm 1962 Dân số không tính trùng |      |      |      |      |      |      |